# Matthieu Delaporte
Matthieu Delaporte (1971) és un director, realitzador i dramaturg francès.
Després d'estudiar història i ciències polítiques, va escriure i realitzar Musique de chambre, un curtmetratge de ficció seleccionat i premiat en nombrosos festivals. Entre els anys 1996 i 2001, va formar part de Canal+, on estava a càrrec del guió de Vrai Journal (emissió de Karl Zéro, Canal+).
Més endavant, en col·laboració amb Alexandre de la Patellière, ha escrit nombroses sèries de televisió i llargmetratges, com són Skyland, Renaissance o Les Parrains, mentre que la seva primera pel·lícula com a director i realitzador va ser La Jungle (2006. El 2009, escriu, també amb Alexandre de La Patellière, productor associat de Sweet Valentine, la primera pel·lícula d'Emma Luchini.
El 2012 dirigeix amb La Petellière la pel·lícula Le Prénom.

## Teatre
Autor
- 2010. El nom de Matthieu Delaporte i Alexandre de la Patellière, dirigida per Bernard Murat, Teatre Eduard VII

## Cinema
- 2006. La Jungle
- 2012. Le Prénom, amb Alexandre de la Patellière
- 2024. El comte de Montecristo, amb Alexandre de la Patellière

## Premis i nominacions

### Premis
- 2011. Prix SACD: Premi al Nou Talent del Teatre de la Societat d'autors i compositors dramàtics (França)

### Nominacions
- 2011. Molières: Nominacó al Molière al millor autor francès per El nom (Le Prénom)
- 2013. César a la millor pel·lícula per Le Prénom
- 2013. César al millor guió adaptat per Le Prénom